# ムハンマド (イルハン朝)
ムハンマド（ペルシア語：محمد Moḥammad、? - 1338年）は、イルハン朝のハン（在位：1336年 - 1338年）。イルハン朝の創始者フレグの子モンケ・テムルの玄孫に当たる。ヨル・クトルグの子。

## 生涯
アルパ・ケウン・ハンの死後、ジャライル部の有力者タージュ・ウッディーン・ハサン・ブズルグ（大ハサン）によって、1336年にハンに擁立された。ムーサをハンに擁するアリー・パーディシャーを破った後、大ハサンに伴われてタブリーズの宮殿に移り住んだ。
1338年7月10日にアゼルバイジャンでシャイフ・ハサン（小ハサン）と対陣、自軍の将軍ピール・フサイン（チョバンの孫。シャイフ・ハサンの従兄弟）が敵と内通していることに感づいた大ハサンはタブリーズに撤退する。彼は退かずに小ハサンと戦うが敗れ、捕殺された。